# Via Caecilia

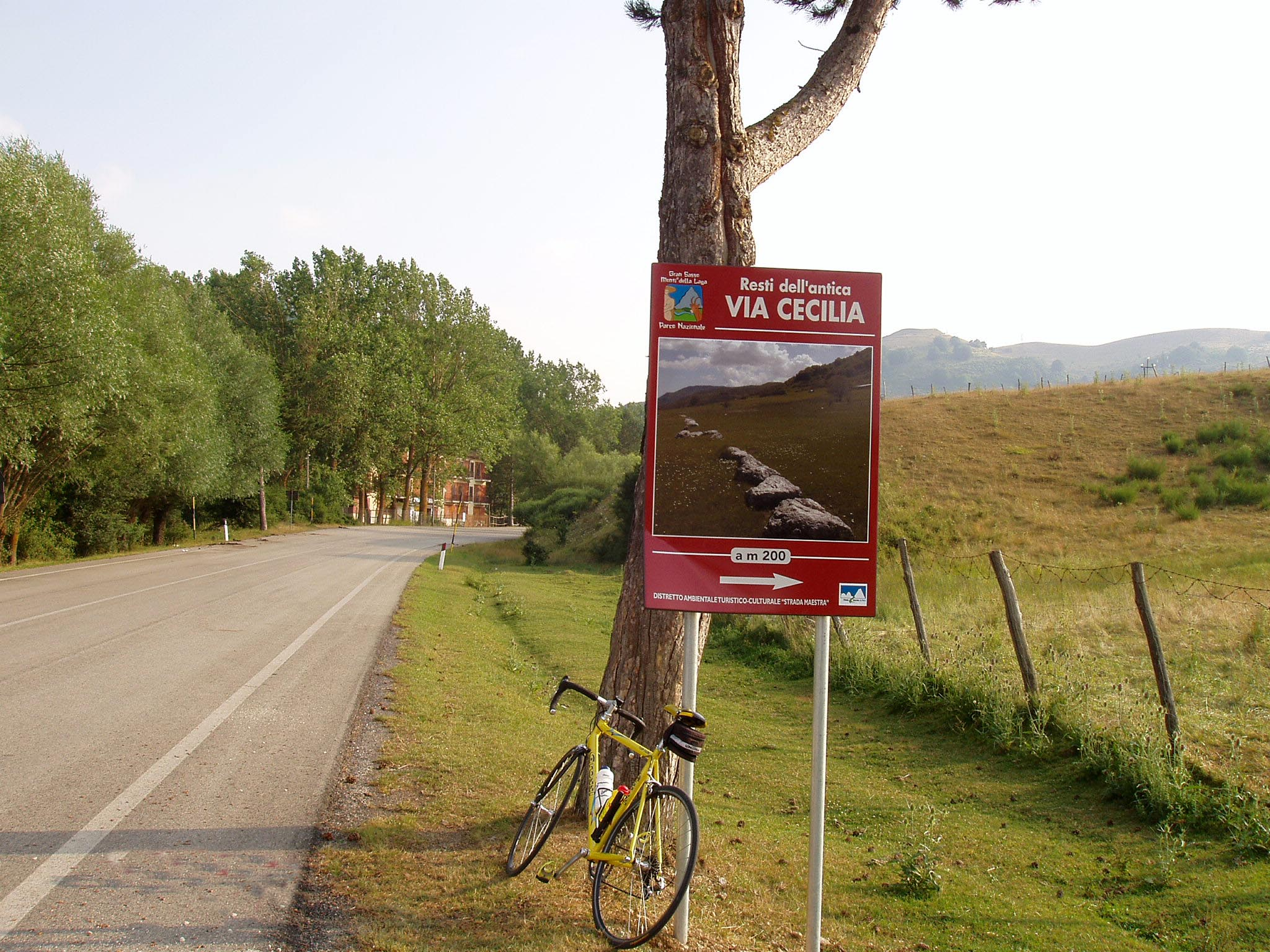
La Via Caecilia traverse le parc national du Grand Sasso.

La Via Caecilia est une ancienne voie romaine, qui s'étendait de la Via Salaria, située à 56 km de Rome jusqu'à Amiternum, situé le long de la mer Adriatique, en passant probablement par Hadria. Elle a probablement été construite par Lucius Caecilius Metellus Diadematus (consul en 117 av. J.-C. et censeur en 115).